# Abaristophora sachalinensis
Abaristophora sachalinensis är en tvåvingeart som beskrevs av Mikhailovskaya 1988. Abaristophora sachalinensis ingår i släktet Abaristophora och familjen puckelflugor. Inga underarter finns listade i Catalogue of Life.